# Коралас
Корала́с (каз. Қоралас) — село у складі Келеського району Туркестанської області Казахстану. Входить до складу Ушкинського сільського округу.
Населення — 1107 осіб (2021; 648 у 2009, 194 у 1999, 235 у 1989).